# Mr. Pete
Mr. Pete es el nombre artístico de Peter Di Girolamo (Las Vegas, Nevada, 30 de enero de 1980), un actor y director de películas pornográficas estadounidense.

## Biografía
Ingresó en la industria pornográfica en 2000, con 20 años de edad.
Estuvo casado con la  actriz porno Alexis Texas.

## Premios y nominaciones
Mr. Pete es miembro del Salón de la Fama de AVN.